# Nhật thực (tiểu thuyết)
Nhật thực (tên bản gốc tiếng Anh: Eclipse) là cuốn thứ ba trong bộ truyện Chạng vạng của nhà văn Stephenie Meyer. Cuốn sách tiếp tục câu chuyện của cô gái 18 tuổi Bella Swan và người yêu ma cà rồng của cô, Edward Cullen. Trước cuốn Nhật thực là Trăng non và tiếp sau nó là Hừng Đông. Cuốn sách được phát hành vào ngày 7 tháng 8 năm 2007 với số lượng bản in lần đầu là 1 triệu bản, và bán được hơn 150.000 bản chỉ trong 24 giờ đầu tiên. Tại Việt Nam, bản tiếng Việt của truyện được Nhà xuất bản Trẻ phát hành qua biên dịch của Tịnh Thủy. Nhật thực được phát hành vào ngày 18 tháng 4 năm 2009, và cũng là cuốn sách bán chạy với hơn 600 đơn đặt hàng tại Vinabook chỉ trong vòng 4 ngày loan báo.

## Nội dung truyện
Câu chuyện bắt đầu với các tin tức trên báo chí rằng Seattle đang xuất hiện một loạt các vụ biến mất bí ẩn, mà Edward nghi ngờ nguyên nhân do một tên ma cà rồng không điều khiển được cơn khát máu gây ra. Edward và Bella điền các đơn xin vào trường đại học, trong khi Bella giải thích cho Edward mong muốn của cô muốn đi gặp Jacob Black, cậu bạn người sói của cô. Mặc dù Edward lo cho sự an toàn của cô, Bella vẫn nhất quyết rằng Jacob và nhóm bạn người sói của cậu sẽ không bao giờ làm hại cô, và cô bắt đầu ghé thăm cậu trở lại sau một thời gian lánh mặt. Trong khi đó, Alice Cullen tiên thị rằng Victoria, một nữ ma cà rồng đang săn tìm Bella để trả thù, đang quay lại thị trấn. Vài ngày sau, Edward ngỏ lời cầu hôn Bella, và mặc dù có ác cảm với chuyện cưới xin, cô vẫn đồng ý.
Bella và gia đình Cullen nhận ra rằng những vụ biến mất  ở Seattle là do một "đội quân" ma cà rồng mới sinh gây ra, dưới sự điều khiển của Victoria để trả thù. Gia đình Cullen kết giao với nhóm người sói nhằm ngăn chặn sự đe dọa này. Khi mọi người khác đang chuẩn bị cho trận đánh, Edward và Jacob đưa Bella đi ẩn náu bằng cách cắm trại trên núi, cùng với cả Seth Clearwater, một thành viên mới của nhóm người sói.
Vào buổi sáng, Jacob nghe lỏm được Edward và Bella bàn về chuyện đính hôn của họ và cảm thấy rất thất vọng. Cậu đe dọa tham gia vào trận chiến và sẽ sống mái đến cùng. Để ngăn cậu, Bella đã hôn Jacob và nhận ra rằng cô cũng cảm thấy yêu cậu nhưng tình yêu của cô dành cho Edward lớn hơn nhiều, nhưng nếu cô nói thì Jacob sẽ chết nên cô quyết định khi trận chiến kết thúc,cô sẽ nói thật với cậu. Victoria dò tìm mùi của Edward và tìm được nơi Bella ẩn nấp, Edward và Jacob bị buộc phải chiến đấu. Sau khi Victoria và đội quân của ả bị tiêu diệt, Bella giải thích cho Jacob hiểu rằng tuy cô có yêu cậu, tình yêu của cô dành cho Edward còn lớn hơn nhiều. Sau khi nhận được thiệp cưới từ Edward, Jacob chạy đi trong lốt sói để tránh né nỗi đau trong lòng cậu, rất giận dữ vì Bella đã quyết định sẽ biến đổi thành ma cà rồng.
Trong tiếng Anh, Eclipse để chỉ hiện tượng thiên thực, có thể là nhật thực hoặc nguyệt thực. Tên các tập trong loạt tiểu thuyết này ngụ ý 1 trình tự thời gian: Twilight (Chạng vạng), New Moon (Trăng non), Eclipse và cuối cùng là Breaking Dawn (Hừng đông). Vì thế trong trường hợp này, bản tiếng Việt dịch là Nhật thực là không chính xác, đúng hơn phải là Nguyệt thực

## Chiến dịch quảng bá
Một vài tháng trước khi phát hành Nhật thực bản tiếng Anh, Meyer đã chủ trì một sự kiện "Lễ hội Nhật thực" tại Đại học bang Arizona với sự giúp đỡ của một hiệu sách địa phương và khoa tiếng Anh của trường. Vé được bán sạch trong vòng 7 giờ, khiến Meyer phải tổ chức thêm một lễ hội thứ hai trong cùng ngày mà vé của nó cũng hết veo chỉ trong có 4 giờ. Tại sự kiện, Meyer đã đọc chương đầu của Nhật thực, được phát hành trong phiên bản đặc biệt của Trăng non được phát hành cùng ngày. Meyer cũng đăng chương đầu của truyện lên website của cô và đăng một "câu trích dẫn trong ngày".

## Bìa sách
Trên bìa sách là hình một dải ruy băng màu đỏ bị xé rách. Mặc dù hình ảnh này được lên kế hoạch tiết lộ cho công chúng vào tháng 5 năm 2007 tại Lễ hội Nhật thực, Barnes & Noble và website chính thức của Stephenie Meyer đã cho ra mắt bìa sách mới vào tháng 3 năm 2007, cùng với một bản tóm tắt nội dung truyện.
Dải ruy băng bị rách tượng trưng cho sự lựa chọn, như trong truyện Bella phải lựa chọn giữa tình yêu cô dành cho ma cà rồng Edward Cullen, và tình bạn/tình yêu của cô với người sói Jacob Black. Meyer cũng nói rằng dải ruy băng đó tượng trưng cho ý tưởng Bella không thể tách rời hoàn toàn với cuộc sống con người của cô.

## Phát hành sớm
Vào ngày 25 tháng 7, một sự cố tương tự như việc cuốn Harry Potter phần bảy bị phát hành sớm đã xảy ra khi giao hàng cuốn Nhật thực. Các cửa hàng bán sách Barnes and Noble đã gửi nhầm trước một số bản Nhật thực cho các khách hàng đã đặt trước. Barnes and Noble nói rằng đó là do lỗi máy tính, vì toàn bộ các cửa hàng trực tuyến của họ đều được vi tính hóa.
Để ngăn ngừa việc rò rỉ nội dung truyện lên Internet, nhiều diễn đàn người hâm mộ bộ truyện Chạng vạng đã được đóng cửa, như trang Twilight Lexicon. Stephenie Meyer cũng khóa các bình luận tại trang MySpace của cô nhằm tránh rò rỉ. Trong một lá thư ngỏ gửi người hâm mộ tại trang Twilight Lexicon, Stephenie Meyer đã mong các "độc giả may mắn" giữ đoạn kết truyện cho đến phút cuối để các fan hâm mộ Chạng vạng có cơ hội đọc và thưởng thức chúng.
Một vụ phát hành sớm cũng xảy ra trong lần phát hành bản đặc biệt của Nhật thực của Stephenie Meyer, trong đó có chương đầu và ảnh bìa của cuốn tiếp theo Breaking Dawn. Phiên bản đặc biệt này được dự kiến ra mắt vào ngày 31 tháng 5 năm 2008, nhưng nhiều bản in đã được phát hành đến trước một tuần. Meyer nhận thức được sự rò rỉ này, và đã bình luận như sau:

"Đã có rất nhiều sự suy đoán trên Internet về bìa truyện, nội dung và văn bản của Breaking Dawn. Tôi hy vọng các bạn biết rằng bạn không nên tin tất cả mọi thứ bạn thấy trên Internet. Cách duy nhất để biết thực hư thế nào là khi bạn cầm cuốn sách trên tay. Cho đến lúc đó, mọi người nên xem những điều họ thấy chỉ là hạt cát".

## Những lời nhận xét
Anne Rouyer của School Library Journal cho rằng, "Meyer biết được các fan của cô muốn gì: rùng rợn, lạnh lẽo, và nhiều tình tiết lãng mạn, và cô đã chuyển tải tất cả điều đó". Selby Gibson-Boyce của Tulsa World viết, "Tôi đọc liên tục cho đến hết cuốn sách. Truyện của Meyer không thể rời khỏi tay tôi. Điều y hệt cũng đã xảy ra với Chạng vạng và Trăng non".
Kellan Rice của Blast Magazine phê bình cuốn sách nặng về tình dục, "Meyer không chỉ trao cho hai nhân vật của cô một mối quan hệ rõ ràng là không lành mạnh-thậm chí còn xấu xa, nhưng cô lãng mạn hóa và lý tưởng hóa nó, và không chỉ Bella và Edward, mà còn cả Bella và Jacob nữa".

## Chuyển thể điện ảnh
Việc chuyển thể Nhật thực thành phim, còn được gọi là Nhật thực của bộ truyện Chạng vạng, được dự kiến ra mắt vào ngày 30 tháng 6 năm 2010. Nó sẽ là phần thứ ba trong loạt phim Chạng vạng, sau các phim Chạng vạng vào năm 2008 và Trăng non vào năm 2009. Summit Entertainment đã công bố dự án làm phim vào tháng 2 năm 2009. Vì đạo diễn của Trăng non Chris Weitz sẽ tiếp tục thực hiện phần hậu kỳ cho Trăng non khi Nhật thực bắt đầu bấm máy, ông sẽ không đạo diễn phần ba này.

### Tiết lộ
Summit Entertainment đã phát hành bản tóm tắt nội dung Nhật thực vào ngày 20 tháng 2 năm 2009, trong đó có ghi,
“  "Khi Seattle bị tàn phá bởi một loạt các vụ giết người bí ẩn và một tên ma cà rồng độc ác tiếp tục tìm kiếm sự trả thù, Bella nhận thấy bao quanh mình là sự nguy hiểm. Nhưng trung tâm của tất cả chuyện đó, cô một lần nữa bị buộc phải lựa chọn giữa tình yêu của cô dành cho Edward và tình bạn dành cho Jacob cô biết rằng quyết định của cô có nguy cơ làm nhen nhóm sự thù địch không dứt giữa ma cà rồng và người sói. Khi lễ tốt nghiệp của cô đang đến gần, Bella lại cần thêm một quyết định nữa: sự sống hay cái chết." ”